# البصه
البصة یک منطقهٔ مسکونی در سوریه است که در استان لاذقیه واقع شده‌است.

## خصوصیات
البصة ۴٬۳۶۹ نفر جمعیت دارد.